# Kari Rahkamo

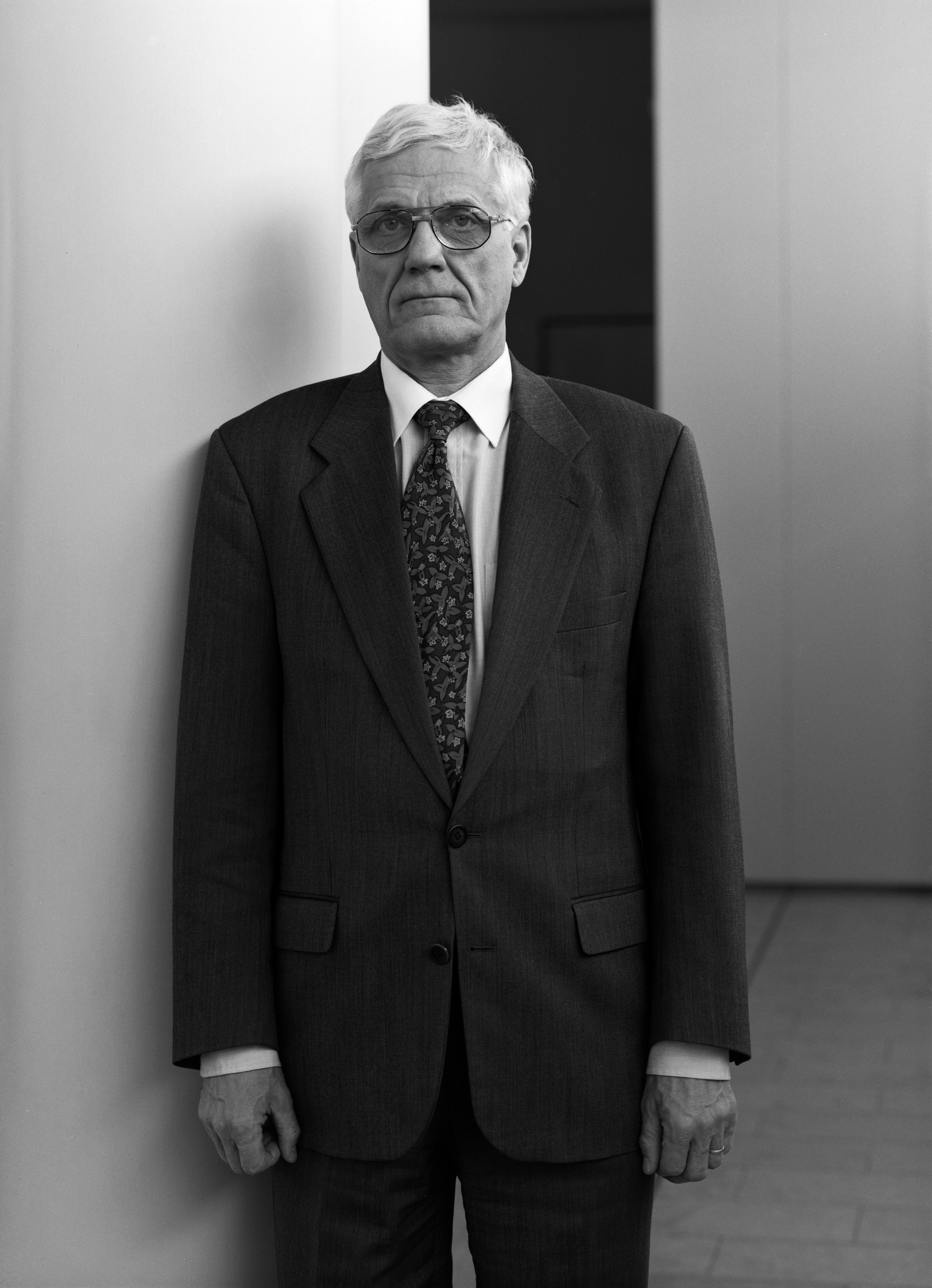
Kari Rahkamo, 1996

Kari Rahkamo (Kari Tapani Rahkamo; * 30. Mai 1933 in Lahti; † 11. November 2023) war ein finnischer Dreispringer und Politiker (Nationale Sammlungspartei).
Bei den Europameisterschaften 1954 in Bern kam er auf den sechsten und bei den Olympischen Spielen 1956 in Melbourne auf den 14. Platz.
1957 gewann er Bronze bei den Welt-Universitätsspielen. Bei den Europameisterschaften 1958 in Stockholm wurde er Sechster, bei den Olympischen Spielen 1960 in Rom Achter und bei den Europameisterschaften 1962 in Belgrad Elfter.
Von 1958 bis 1960 wurde er dreimal in Folge Finnischer Meister. Seine persönliche Bestleistung von 16,40 m stellte er am 25. September 1960 in Colombes auf.
Von 1991 bis 1996 war er Oberbürgermeister von Helsinki.
Seine Tochter Susanna Rahkamo war als Eiskunstläuferin erfolgreich.